# Alessandro Corbelli

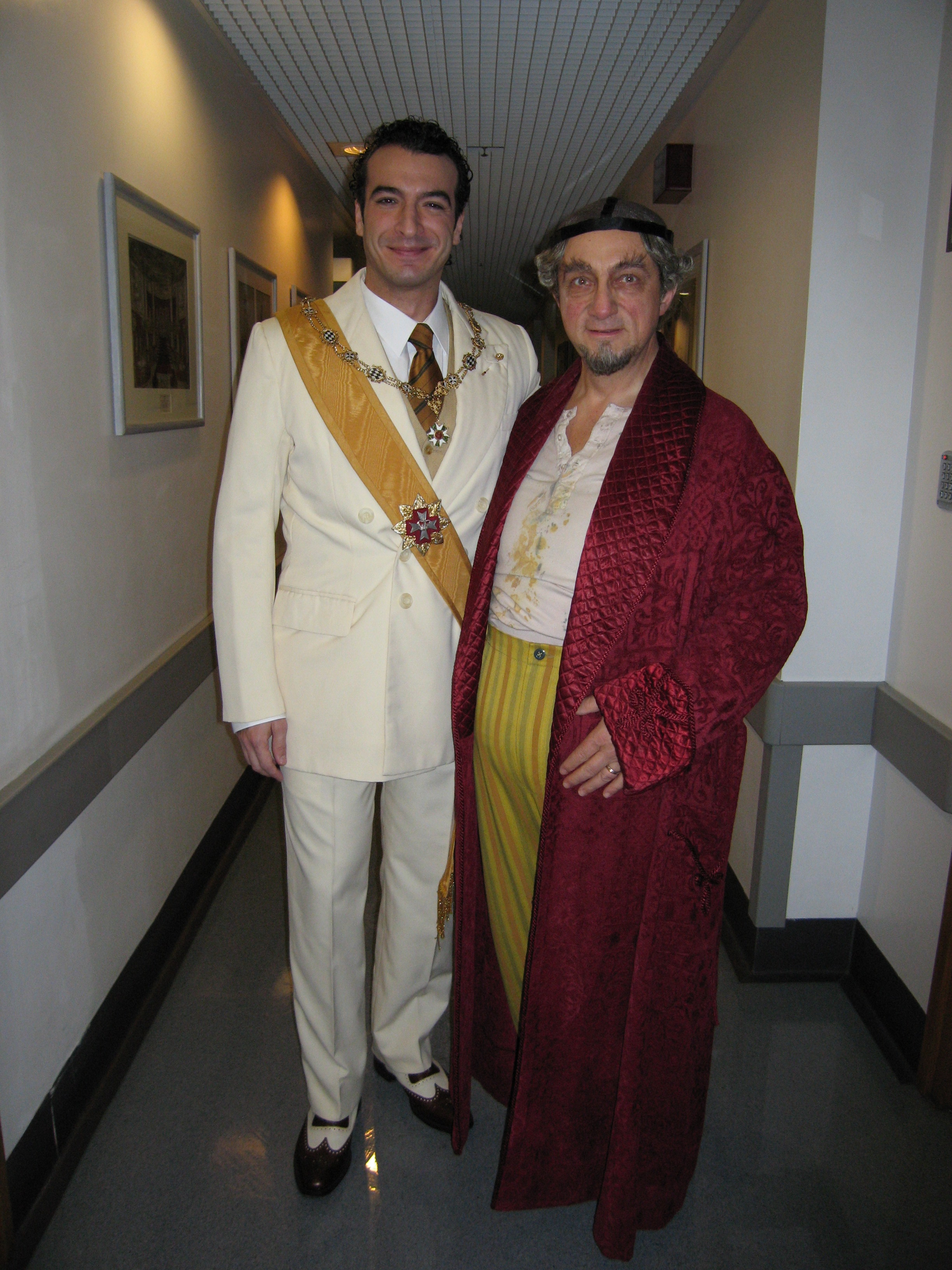
Alessandro Corbelli (rechts) als Don Magnifico gemeinsam mit Simone Alberghini als Dandini 2007 nach einer Aufführung von Rossinis La Cenerentola am Royal Opera House in London.

Alessandro Corbelli (* 21. September 1952 in Turin) ist ein italienischer Opernsänger in der Stimmlage Bariton.

## Leben

### Jugend und Ausbildung
Corbelli wurde 1952 in Turin geboren und wuchs in einer musikalischen Familie auf. Er studierte Gesang bei Giuseppe Valdengo und Claude Thiolas.

### Karriere
Sein Debüt gab er 1973 (im Alter von 21 Jahren) in Aosta in Giuseppe Verdis Rigoletto. Anschließend trat er an der Mailänder Scala (in allen drei Da-Ponte-Opern von Wolfgang Amadeus Mozart unter Dirigent Riccardo Muti) und in den Städten Turin, Verona, Bologna, Florenz und Neapel sowie an den großen Opernhäusern der Schweiz, Frankreichs, Österreichs, Deutschlands, Spaniens, Israels, des Vereinigten Königreichs und Nord- und Südamerikas auf. Am Anfang seiner Karriere sang Corbelli lyrische Baritonrollen, sein natürliches Talent für Komödien veranlassten ihn aber, ins komische Fach zu wechseln. Zu den Buffo-Rollen, die er gesungen und aufgenommen hat, zählen Dr. Bartolo in Gioachino Rossinis Il barbiere di Siviglia, Taddeo in Rossinis L’italiana in Algeri, Don Geronio in Rossinis Il turco in Italia, Dr. Dulcamara in Gaetano Donizettis L’elisir d’amore und die Titelrolle in Donizettis Don Pasquale. Seine Vielseitigkeit zeigte Corbelli häufig, indem er zwei Rollen aus der gleichen Oper sang: unter anderen Figaro und Graf Almaviva in Wolfgang Amadeus Mozarts Le nozze di Figaro, Leporello und die Titelrolle in Mozarts Don Giovanni, Guglielmo und Don Alfonso in Mozarts Così fan tutte und Dandini und Don Magnifico in Rossinis La Cenerentola.
Im Royal Opera House in London hatte Alessandro Corbelli seit seinem Debüt 1988 allein bis März 2012 87 Auftritte als Taddeo in L’italiana in Algeri. Weitere Rollen Corbellis am Royal Opera House waren Don Alfonso in Così fan tutte (8 Auftritte 1997), Doctor Malatesta in Don Pasquale (13 Auftritte 2004 und 2006), Don Magnifico in La Cenerentola (10 Auftritte 2007 und 2008), Doctor Bartolo in Il barbiere di Siviglia (6 Auftritte in 2009) und Michonnet in Francesco Cileas Adriana Lecouvreur (8 Auftritte 2010).
Am 26. November 2007, während er in London für La Cenerentola probte, sprang Corbelli in letzter Minute bei einer Inszenierung von L’elisir d’amore am Royal Opera House ein. Er sang die Rolle des Belcore in der zweiten Hälfte der Oper von der Seite der Bühne, während Ludovic Tézier, der die erste Hälfte mit einer Halsentzündung gesungen hatte, die Rolle spielte.
An der Metropolitan Opera in New York City hatte Corbelli seit seinem Debüt 1997 bis März 2012 64 Auftritte, davon 26 als Dandini in La Cenerentola, 7 als Dulcamara in L’elisir d’amore, 15 in der Titelrolle von Giacomo Puccinis Gianni Schicchi, 8 als Sergeant Sulpice in Gaetano Donizettis La fille du régiment und 8 als Taddeo in L’italiana in Algeri.
In den Jahren 2013 bis 2017 führten ihn seine Engagements als Don Pasquale in Donizettis gleichnamiger Oper an das Opernhaus in Glyndebourne, sein Don Bartolo in Il barbiere di Siviglia an die Opernhäuser in Palermo, London, Glyndebourne, San Francisco, Chicago, Los Angeles, sein Gianni Schicchi zum Teatro Regio di Torino, sein Don Magnifico in La Cenerentola zur Metropolitan Opera, Wiener Staatsoper, Lyric Opera of Chicago, zum Teatro dell’Opera di Roma, zur Opéra de Monte Carlo, zum Concertgebouw und zur Opéra royal de Versailles, sein Don Geronio in Il turco in Italia zum Festival d’Aix-en-Provence, zur Royal Opera, zum Teatro Municipal de Santiago, zum Théâtre du Capitole Toulouse und zur Bayerischen Staatsoper, sein Don Alfonso in Così fan tutte zur Houston Grand Opera, sein Michonnet in Adriana Lecouvreur nach Paris, Neapel und nach Buenos Aires, sein Dulcamara in L’elisir d’amore an die Metropolitan Opera und die Ópera de Oviedo, sein Dandini in La Cenerentola an die Opéra de Monte-Carlo, das Concertgebouw und die Opéra Royal de Versailles, sein Bruschino Padre in Il signor Bruschino von Rossini an das Théâtre des Champs-Élysées, sein Sharpless in Puccinis Madama Butterfly zum Arena di Verona Opera Festival und sein Fra Melitone in Verdis La forza del destino an De Nationale Opera in Amsterdam.
Im Zeitraum 2018 bis 2023 gab er u. a.
- den Dandini in Gioachino Rossinis La Cenerentola im Palau de la Música in Barcelona und beim Lucerne Festival in Luzern
- den Don Magnifico in Gioachino Rossinis La Cenerentola im Opernhaus Zürich, der Los Angeles Opera, dem New National Theatre Tokyo und der Wiener Staatsoper
- den Don Geronio in Gioachino Rossinis Il turco in Italia an der Ópera de Oviedo in Oviedo
- den Taddeo in Gioachino Rossinis L’italiana in Algeri bei den Salzburger Festspielen
- den Don Alfonso in Wolfgang Amadeus Mozarts Così fan tutte an der Lyric Opera of Chicago und bei der Glyndebourne Festival Opera
- den Don Bartolo in Gioachino Rossinis Il barbiere di Siviglia an der Lyric Opera of Chicago, dem Teatro dell’Opera di Roma, der Opéra de Monte Carlo, bei den Salzburger Festspielen, in der Arena di Verona und bei der Glyndebourne Festival Opera
- den Michonnet in Francesco Cileas Adriana Lecouvreur an der Deutsche Oper Berlin und der Mailänder Scala
- den Fra Melitone in Giuseppe Verdis La forza del destino am Royal Opera House in London
- den Sulpice in Gaetano Donizettis La fille du régiment an der Metropolitan Opera in New York City und der an der Lyric Opera of Chicago
- den Il maestro di capella in Domenico Cimarosas Il maestro di capella im Teatro delle Muse in Ancona
- den Marchese Don Giulio Antiquati in Gaetano Donizettis L’ajo nell’imbarazzo bei der Fondazione Teatro Donizetti in Bergamo
- den Don Pasquale in Gaetano Donizettis Don Pasquale im Gran Teatre del Liceu in Barcelona

Obwohl Corbelli vor allem mit Rollen in italienischsprachigen komischen Opern in Verbindung gebracht wird, zeigt er seine Vielseitigkeit auch in französischen und deutschen Rollen (Sulpice in Donizettis La fille du régiment, Papageno in Mozarts Die Zauberflöte), Barockopern (Seneca in Claudio Monteverdis L’incoronazione di Poppea) und einer englischsprachigen Oper des 20. Jahrhunderts (Nick Shadow in Igor Strawinskys The Rake’s Progress). Außerdem hat er Rollen in späteren italienischen komischen Opern gesungen, zum Beispiel die Titelrollen in Verdis Falstaff und Puccinis Gianni Schicchi.
Alessandro Corbelli hat an zahlreichen Schallplatten-Aufnahmen mitgewirkt, darunter in Francesco Cileas Adriana Lecouvreur (Royal Opera House, Covent Garden) und Puccinis Gianni Schicchi (Glyndebourne).
Außerdem ist er im Konzertsaal aktiv und tritt als Solist in Oratorien und Vokalsymphonien auf.

## Repertoire (Auswahl)
| Komponist                    | Oper                     | Rolle                         |
| ---------------------------- | ------------------------ | ----------------------------- |
| Daniel-François-Esprit Auber | Fra Diavolo              | Signore Rocburg               |
| Luigi Cherubini              | Lodoïska                 | Varbel                        |
| Francesco Cilea              | Adriana Lecouvreur       | Michonnet                     |
| Gaetano Donizetti            | L’ajo nell’imbarazzo     | Marchese Don Giulio Antiquati |
| Gaetano Donizetti            | Don Pasquale             | Dottor Malatesta              |
| Gaetano Donizetti            | Rita                     | Gasparo                       |
| Gaetano Donizetti            | Linda di Chamounix       | Marchese de Boisfleury        |
| Gaetano Donizetti            | L’elisir d’amore         | Belcore                       |
| Gaetano Donizetti            | L’elisir d’amore         | Dulcamara                     |
| Gaetano Donizetti            | La fille du régiment     | Sulpice                       |
| Gaetano Donizetti            | Roberto Devereux         | Duca di Nottingham            |
| Umberto Giordano             | Fedora                   | De Siriex                     |
| Ruggero Leoncavallo          | Pagliacci                | Silvio                        |
| Claudio Monteverdi           | L’Orfeo                  | Ottone                        |
| Wolfgang Amadeus Mozart      | Così fan tutte           | Guglielmo                     |
| Wolfgang Amadeus Mozart      | Così fan tutte           | Don Alfonso                   |
| Wolfgang Amadeus Mozart      | Don Giovanni             | Don Giovanni                  |
| Wolfgang Amadeus Mozart      | Don Giovanni             | Leporello                     |
| Wolfgang Amadeus Mozart      | Le nozze di Figaro       | Figaro                        |
| Wolfgang Amadeus Mozart      | Le nozze di Figaro       | Conte di Almaviva             |
| Wolfgang Amadeus Mozart      | Die Zauberflöte          | Papageno                      |
| Giovanni Paisiello           | Il barbiere di Siviglia  | Figaro                        |
| Giovanni Battista Pergolesi  | Lo frate ’nnamorato      | Marcaniello                   |
| Niccolò Piccinni             | La buona figliuola       | Mengotto                      |
| Francis Poulenc              | Dialogues des Carmélites | Marquis de la Force           |
| Giacomo Puccini              | Turandot                 | Ping                          |
| Giacomo Puccini              | Madama Butterfly         | Sharpless                     |
| Giacomo Puccini              | La Bohème                | Marcello                      |
| Giacomo Puccini              | Gianni Schicchi          | Gianni Schicchi               |
| Luigi Ricci                  | Crispino e la comare     | Fabrizio                      |
| Gioachino Rossini            | Il barbiere di Siviglia  | Bartolo                       |
| Gioachino Rossini            | Il barbiere di Siviglia  | Figaro                        |
| Gioachino Rossini            | La Cenerentola           | Alidoro                       |
| Gioachino Rossini            | La Cenerentola           | Dandini                       |
| Gioachino Rossini            | La Cenerentola           | Don Magnifico                 |
| Gioachino Rossini            | Le comte Ory             | Raimbaud                      |
| Gioachino Rossini            | L’italiana in Algeri     | Haly                          |
| Gioachino Rossini            | L’italiana in Algeri     | Taddeo                        |
| Gioachino Rossini            | L’occasione fa il ladro  | Martino                       |
| Gioachino Rossini            | La pietra del paragone   | Pacuvio                       |
| Gioachino Rossini            | La scala di seta         | Germano                       |
| Gioachino Rossini            | Il signor Bruschino      | Gaudenzio                     |
| Gioachino Rossini            | Il signor Bruschino      | Bruschino Padre               |
| Gioachino Rossini            | Il turco in Italia       | Prosdocimo                    |
| Gioachino Rossini            | Il turco in Italia       | Geronio                       |
| Johann Strauss (Sohn)        | Die Fledermaus           | Gabriel von Eisenstein        |
| Igor Stravinsky              | The Rake’s Progress      | Nick Shadow                   |
| Tommaso Traetta              | Le serve rivali          | Don Grillo                    |
| Giuseppe Verdi               | La forza del destino     | Fra Melitone                  |
| Giuseppe Verdi               | Falstaff                 | Ford                          |
| Giuseppe Verdi               | Falstaff                 | Sir John Falstaff             |
| Giuseppe Verdi               | Rigoletto                |                               |

## Auszeichnungen
- 1992/93: Kritikerpreis Premio Abbiati für seine Interpretation des Leporello in Don Giovanni an der Mailänder Scala[8]
- Premio Rossini d’Oro für seinen Don Geronio in Il turco in Italia in Pesaro[8]